# The Devil's Double (film, 2011)
Pour les articles homonymes, voir The Devil's Double.
Pour plus de détails, voir Fiche technique et Distribution.
The Devil's Double, ou La Doublure du diable au Québec, est un film biographique belgo-néerlandais réalisé par Lee Tamahori, sorti en 2011.

## Synopsis
En Irak, en 1987, une plongée dans la dictature de Saddam Hussein vue par les yeux de Latif Yahia, doublure de Oudaï Hussein, le fils aîné du dictateur.

## Fiche technique
- Titre original : The Devil's Double
- Titre français : The Devil's Double
- Titre français (Québec) : La Doublure du diable
- Réalisation : Lee Tamahori
- Scénario : Michael Thomas (en) d'après la biographie The Devil's Double de Latif Yahia
- Musique : Christian Henson
- Direction artistique : Paul Kirby
- Décors : Charlo Dalli
- Costumes : Anna B. Sheppard
- Photographie : Sam McCurdy
- Montage : Luis Carballar
- Production : Paul Breuls, Michael John Fedun, Emjay Rechsteiner et Catherine Vandeleene
- Sociétés de production : Corrino Media Corporation, Corsan et Staccato Films
- Sociétés de distribution : A-Film Distribution (Pays-Bas), Maple Pictures (Canada)
- Budget : 19 100 000 de dollars[réf. souhaitée]
- Pays d’origine :  Belgique et  Pays-Bas
- Langue originale : anglais
- Format : couleurs - 35 mm - 2,35:1 - son Dolby numérique
- Genre : biographie, drame
- Durée : 108 minutes
- Date de sortie :
  - États-Unis : 29 juillet 2011

## Distribution

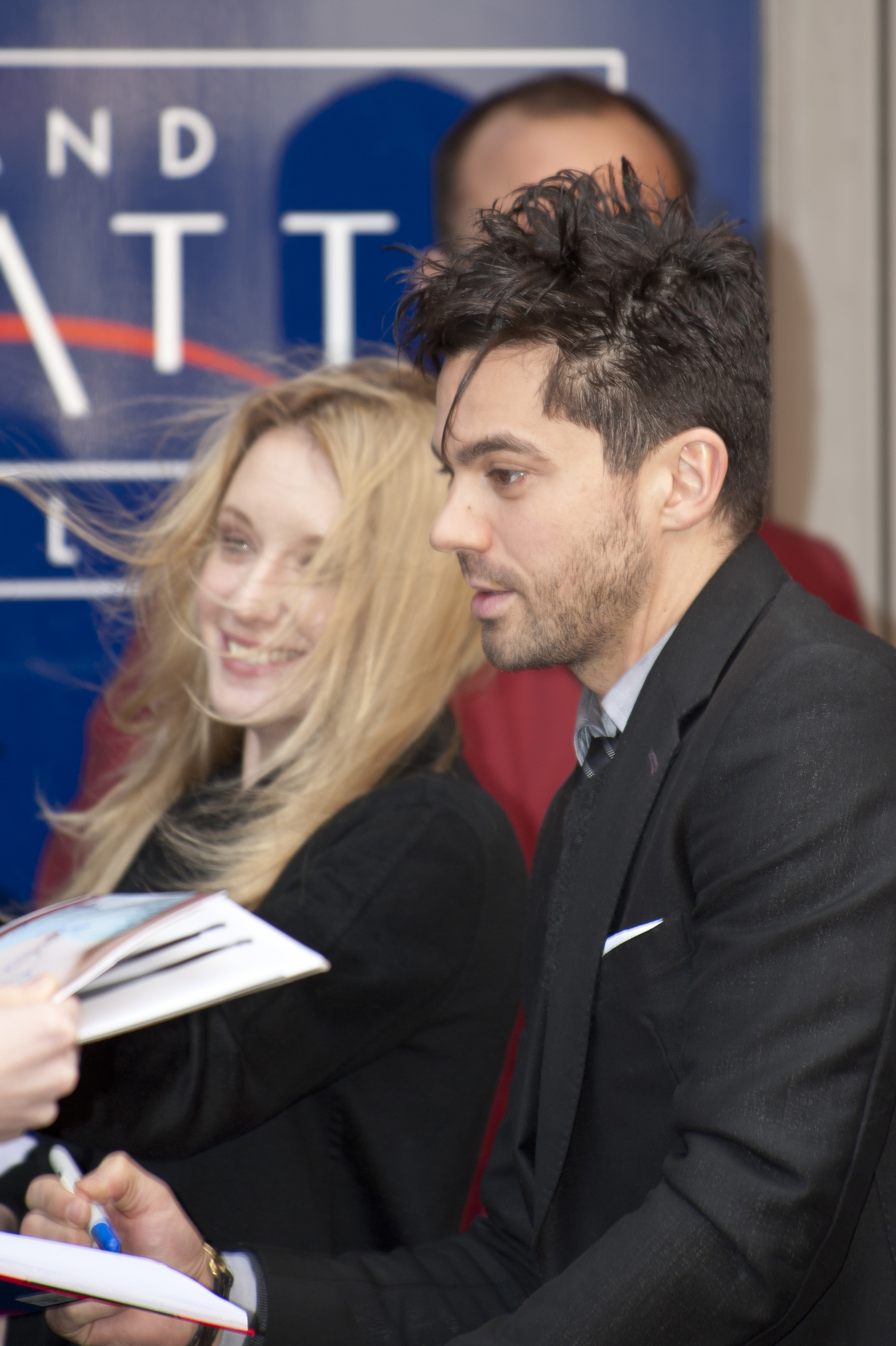
Les acteurs principaux Ludivine Sagnier et Dominic Cooper au Berlin Film Festival 2011.

- Dominic Cooper (VQ : Nicolas Charbonneaux-Collombet)[1] : Latif Yahia / Oudaï Hussein
- Ludivine Sagnier (VQ : Émilie Bibeau) : Sarrab
- Raad Rawi (VQ : Denis Gravereaux) : Munem
- Mem Ferda (VQ : Stéphane Rivard) : Kamel Hana Gegeo
- Dar Salim (VQ : Jean-François Beaupré) : Azzam Al-Tikriti
- Khalid Laith (VQ : Alexandre Fortin) : Yassem Al-Helou
- Pano Masti : Saïd Kammuneh
- Nasser Memarzia (VQ : Jacques Lavallée) : Le père de Latif
- Philip Quast (VQ : Marc Bellier) : Saddam Hussein
- Selva Rasalingam : Rokan
- Mark Mifsud : Mohammed Azzam al-Ali
- Mimoun Oaïssa (VQ : Benoit Éthier) : Ali
- Tony Dietrich (VQ : Nicolas Charbonneaux-Collombet) : Latif Yahia (doublure)
- Stewart Scudamore : Jamal Al-Harza
- Jamie Harding : Qoussaï Hussein
- Akin Gazi : Saad Abd Al-Razzeh
- Latif Yahia : Hussein Kamel al-Majid

## Accueil

### Accueil critique
The Devil's Double reçoit en majorité des critiques mitigées. L'agrégateur Rotten Tomatoes rapporte que 48 % des 52 critiques ont donné un avis positif sur le film, avec une moyenne de 5,5/10 . L'agrégateur Metacritic donne une note de 53 sur 100 indiquant des « critiques mitigées ».

### Box-office
| Pays ou région | Box-office         | Date d'arrêt du box-office | Nombre de semaines |
| -------------- | ------------------ | -------------------------- | ------------------ |
| États-Unis     | 698 794 de dollars | 16 août 2011               | 2                  |

## Distinctions
- Festival international du film Kino Forum de Saint-Pétersbourg 2011 : Prix spécial pour un film hors compétition[4]